# Jordie van der Laan
Jordie van der Laan (Cuijk, 28 oktober 1993) is een Nederlands voetballer die doorgaans als aanvaller speelt.

## Carrière
Jordie van der Laan speelde in de jeugd van JVC Cuijk. Tussen 2002 en 2005 was hij actief in de jeugdopleiding van PSV. Hierna keerde hij terug bij JVC Cuijk, waar hij van 2012 tot 2015 met het eerste elftal in de Topklasse zondag speelde. In 2015 vertrok hij naar SV Juliana '31, en via FC Lienden keerde hij in 2017 weer terug bij JVC Cuijk. 
In de zomer van 2018 vertrok hij naar VV DOVO, maar nam een clausule op in zijn contract dat hij mocht vertrekken als er in deze transferperiode nog een aanbod van een professionele club zou komen. Dit bod kwam van Telstar, en zodoende vertrok Van der Laan zonder te spelen bij DOVO. Hij tekende een eenjarig contract en debuteerde voor Telstar op 17 augustus 2018, in de met 1-0 verloren uitwedstrijd tegen RKC Waalwijk. De club besloot zijn contract niet te verlengen. De club en speler besloten uiteindelijk nog voor het einde van het seizoen per direct uit elkaar te gaan, nadat bleek dat Van der Laan zich had ziek gemeld om op 1 mei in Londen de wedstrijd Tottenham Hotspur tegen Ajax voor de halvefinale UEFA Champions League te bezoeken. Van de zomer van 2019 tot 2020 speelde hij voor Kozakken Boys. Die club verhuurde hem in januari 2020 aan ASWH. Van de zomer van 2020 tot april 2021 speelde hij voor VV DOVO. Hierna probeerde hij een club te vinden in het buitenland. Dit lukte in februari 2022, toen hij bij het Australische Bentleigh Greens SC tekende. Medio 2022 ging Van der Laan naar UDI '19. 

### Statistieken
| Seizoen                       | Club           | Land           | Competitie        | Competitie | Competitie | Beker | Beker | Overig | Overig | Totaal | Totaal |
| Seizoen                       | Club           | Land           | Competitie        | Wed.       | Dlp.       | Wed.  | Dlp.  |        |        | Wed.   | Dlp.   |
| ----------------------------- | -------------- | -------------- | ----------------- | ---------- | ---------- | ----- | ----- | ------ | ------ | ------ | ------ |
| 2012/13                       | JVC Cuijk      | Nederland      | Topklasse zondag  | 4          | 0          | 0     | 0     | –      | –      | 4      | 0      |
| 2013/14                       | JVC Cuijk      | Nederland      | Topklasse zondag  | 13         | 3          | 1     | 0     | –      | –      | 14     | 3      |
| 2014/15                       | JVC Cuijk      | Nederland      | Topklasse zondag  | 24         | 3          | 0     | 0     | –      | –      | 24     | 3      |
| 2015/16                       | Juliana '31    | Nederland      | Hoofdklasse Zo.   | 26         | 29         | 0     | 0     | –      | –      | 26     | 29     |
| 2016/17                       | FC Lienden     | Nederland      | Tweede divisie    | 16         | 0          | 1     | 0     | –      | –      | 17     | 0      |
| 2016/17                       | JVC Cuijk      | Nederland      | Derde divisie Zo. | 15         | 10         | 0     | 0     | –      | –      | 15     | 10     |
| 2017/18                       | JVC Cuijk      | Nederland      | Derde divisie Zo. | 32         | 25         | 1     | 0     | 4      | 3      | 37     | 28     |
| 2018/19                       | VV DOVO        | Nederland      | Derde divisie Za. | 0          | 0          | 0     | 0     | –      | –      | 0      | 0      |
| 2018/19                       | Telstar        | Nederland      | Eerste divisie    | 7          | 0          | 1     | 0     | –      | –      | 8      | 0      |
| 2019/20                       | Kozakken Boys  | Nederland      | Tweede divisie    | 12         | 1          | 1     | 0     | –      | –      | 13     | 1      |
| 2019/20                       | → ASWH         | Nederland      | Tweede divisie    | 6          | 1          | 0     | 0     | –      | –      | 6      | 1      |
| 2020/21                       | VV DOVO        | Nederland      | Derde divisie Za. | 5          | 5          | 1     | 0     | –      | –      | 6      | 5      |
| Carrièretotaal                | Carrièretotaal | Carrièretotaal | Carrièretotaal    | 160        | 77         | 6     | 0     | 4      | 3      | 170    | 80     |
| Bijgewerkt op 17 januari 2021 |                |                |                   |            |            |       |       |        |        |        |        |